# La Chambra
La Chambra (en arpità: La Chambra, en francès: La Chambre) és un municipi francès situat al departament de la Savoia i a la regió d'Alvèrnia-Roine-Alps. L'any 2007 tenia 1.149 habitants.

## Demografia

### Població
El 2007 la població de fet de La Chambra era de 1.149 persones i de 1.178 en 2021.
Habitants censats

### Habitatges
El 2007 hi havia 637 habitatges, 511 eren l'habitatge principal de la família, 68 eren segones residències i 57 estaven desocupats. 261 eren cases i 373 eren apartaments. Dels 511 habitatges principals, 272 estaven ocupats pels seus propietaris, 218 estaven llogats i ocupats pels llogaters i 21 estaven cedits a títol gratuït; 8 tenien una cambra, 73 en tenien dues, 121 en tenien tres, 128 en tenien quatre i 181 en tenien cinc o més. 341 habitatges disposaven pel capbaix d'una plaça de pàrquing. A 253 habitatges hi havia un automòbil i a 189 n'hi havia dos o més.

### Piràmide de població
La piràmide de població per edats i sexe el 2009 era:
| Homes | Edats   | Dones |
| ----- | ------- | ----- |
| 0     | 95 o +  | 9     |
| 3     | 90 a 94 | 14    |
| 8     | 85 a 89 | 23    |
| 6     | 80 a 84 | 17    |
| 21    | 75 a 79 | 37    |
| 29    | 70 a 74 | 43    |
| 34    | 65 a 69 | 35    |
| 29    | 60 a 64 | 27    |
| 22    | 55 a 59 | 34    |
| 31    | 50 a 54 | 35    |
| 41    | 45 a 49 | 32    |
| 43    | 40 a 44 | 45    |
| 31    | 35 a 39 | 36    |
| 38    | 30 a 34 | 42    |
| 41    | 25 a 29 | 47    |
| 23    | 20 a 24 | 17    |
| 27    | 15 a 19 | 43    |
| 25    | 10 a 14 | 32    |
| 27    | 5 a 9   | 27    |
| 20    | 0 a 4   | 15    |

## Economia
El 2007 la població en edat de treballar era de 646 persones, 509 eren actives i 137 eren inactives. De les 509 persones actives 485 estaven ocupades (245 homes i 240 dones) i 24 estaven aturades (7 homes i 17 dones). De les 137 persones inactives 60 estaven jubilades, 38 estaven estudiant i 39 estaven classificades com a «altres inactius».

### Ingressos
El 2009 a La Chambre hi havia 504 unitats fiscals que integraven 1.052,5 persones, la mediana anual d'ingressos fiscals per persona era de 19.430 €.

### Activitats econòmiques
Dels 91 establiments que hi havia el 2007, 2 eren d'empreses extractives, 4 d'empreses alimentàries, 1 d'una empresa de fabricació de material elèctric, 5 d'empreses de fabricació d'altres productes industrials, 7 d'empreses de construcció, 13 d'empreses de comerç i reparació d'automòbils, 7 d'empreses de transport, 7 d'empreses d'hostatgeria i restauració, 7 d'empreses financeres, 4 d'empreses immobiliàries, 7 d'empreses de serveis, 14 d'entitats de l'administració pública i 13 d'empreses classificades com a «altres activitats de serveis».
Dels 31 establiments de servei als particulars que hi havia el 2009, 1 era una oficina d'administració d'Hisenda pública, 1 gendarmeria, 1 oficina de correu, 6 oficines bancàries, 2 tallers de reparació d'automòbils i de material agrícola, 1 taller d'inspecció tècnica de vehicles, 1 autoescola, 1 paleta, 1 guixaire pintor, 2 fusteries, 1 lampisteria, 1 electricista, 4 perruqueries, 1 veterinari, 3 restaurants, 2 agències immobiliàries, 1 tintoreria i 1 saló de bellesa.
Dels 9 establiments comercials que hi havia el 2009, 2 eren botiges de menys de 120 m², 2 fleques, 2 carnisseries, 1 una botiga de roba, 1 una sabateria i 1 una floristeria.
L'any 2000 a La Chambre hi havia 7 explotacions agrícoles.

## Equipaments sanitaris i escolars
L'únic equipament sanitari que hi havia el 2009 era una farmàcia.
El 2009 hi havia 1 escola maternal i 1 escola elemental.

## Poblacions més properes
El següent diagrama mostra les poblacions més properes.